# Danièle Dubroux
Danièle Dubroux (Paris, 4 de setembro de 1947) é uma atriz, roteirista e cineasta francesa.

## Filmografia
- Vocation cinéaste (2006) .... ela mesma
- Je suis votre homme (2004) [diretora, roteirista]
- Après vous... (2003) [roteirista]
- L'examen de minuit (1998) [diretora, atriz, roteirista] .... Marianne Thomas
- L'école de la chair (1998) [atriz] .... amiga de Dominique
- ...Comme elle respire (1998) [roteirista]
- Le journal du séducteur (1996) [diretora, atriz, roteirista] .... Anne, mãe de Claire
- Border Line (1992) [diretora, atriz, roteirista] .... Hélène
- La petite allumeuse (1987) [diretora, roteirista]
- Cinématon (1984) ... ela mesma
- Laisse béton (1984) [atriz] .... srta. Duquesne
- Les amants terribles (1984) [diretora, atriz, roteirista] .... Laure, roteirista
- Die Erbtöchter (1982) [diretora, atriz]
- Soeur Anne ne vois-tu rien venir? (1982) [diretora, atriz, roteirista]
- Cauchemar (1980) [atriz]
- Les deux élèves préférés (1978) [diretora, atriz, roteirista]
- L'Olivier (1976) [diretora]